# Hubert Büchel (Diplomat)
Hubert Büchel (* 30. November 1951 in Feldkirch, Vorarlberg) ist ein ehemaliger liechtensteinischer Botschafter.

## Biografie
Büchel war zwischen 1971 und 1973 bei der Hilti AG in Schaan tätig. Er studierte an der Universität Innsbruck und erhielt dort 1977 einen Magister der Sozial- und Wirtschaftswissenschaften (Mag. rer. soc. oec.). Von 1977 bis 1981 war er Universitätsassistent am Institut für Finanzwissenschaft an der Universität Innsbruck. 1981 promovierte er zum Doktor (Dr. rer. soc. oec.). Von 1981 bis 1993 arbeitete er im Amt für Volkswirtschaft in Vaduz. In dieser Zeit war er von 1986 bis 1990 in einer Nebenfunktion Geschäftsführer des Liechtenstein-Instituts. Von 1994 bis 2007 fungierte er als Vorstand des Amtes für Volkswirtschaft. Von 1988 bis 1995 war er Sekretär der Liechtensteinischen Bankenkommission in Vaduz. Von 1995 bis 2002 war Büchel Vorstand ad interim des Amtes für Zollwesen in Vaduz.
Vom 21. Juni 2007 bis zu seiner Pensionierung im März 2013 war Büchel Botschafter des Fürstentums Liechtenstein in der Schweiz. Doris Frick wurde seine Nachfolgerin.
Büchel ist Bürger der Gemeinde Ruggell. Er ist verheiratet und hat drei Kinder, eine Tochter und zwei Söhne. 1996 wurde ihm das Komturkreuz des Fürstlich Liechtensteinischen Verdienstordens verliehen.